# أغستا وستلاند إيه دبليو 609
أغستا وستلاند إيه دبليو 609 (بالإنجليزية: AgustaWestland AW609)‏ هي أنتجت في إيطاليا. من صناعة أغستاوستلاند. كان أول طيران لها في 6 مارس 2003. وأغستاوستلاند إيه دبليو 609، سابقا بيل / أغستا BA609، هو بمحركين tiltrotor فتول الطائرات مع تكوين مماثل ل بيل بوينغ في-22. ويستهدف ذلك سوق الطيران المدني.